# Bubó

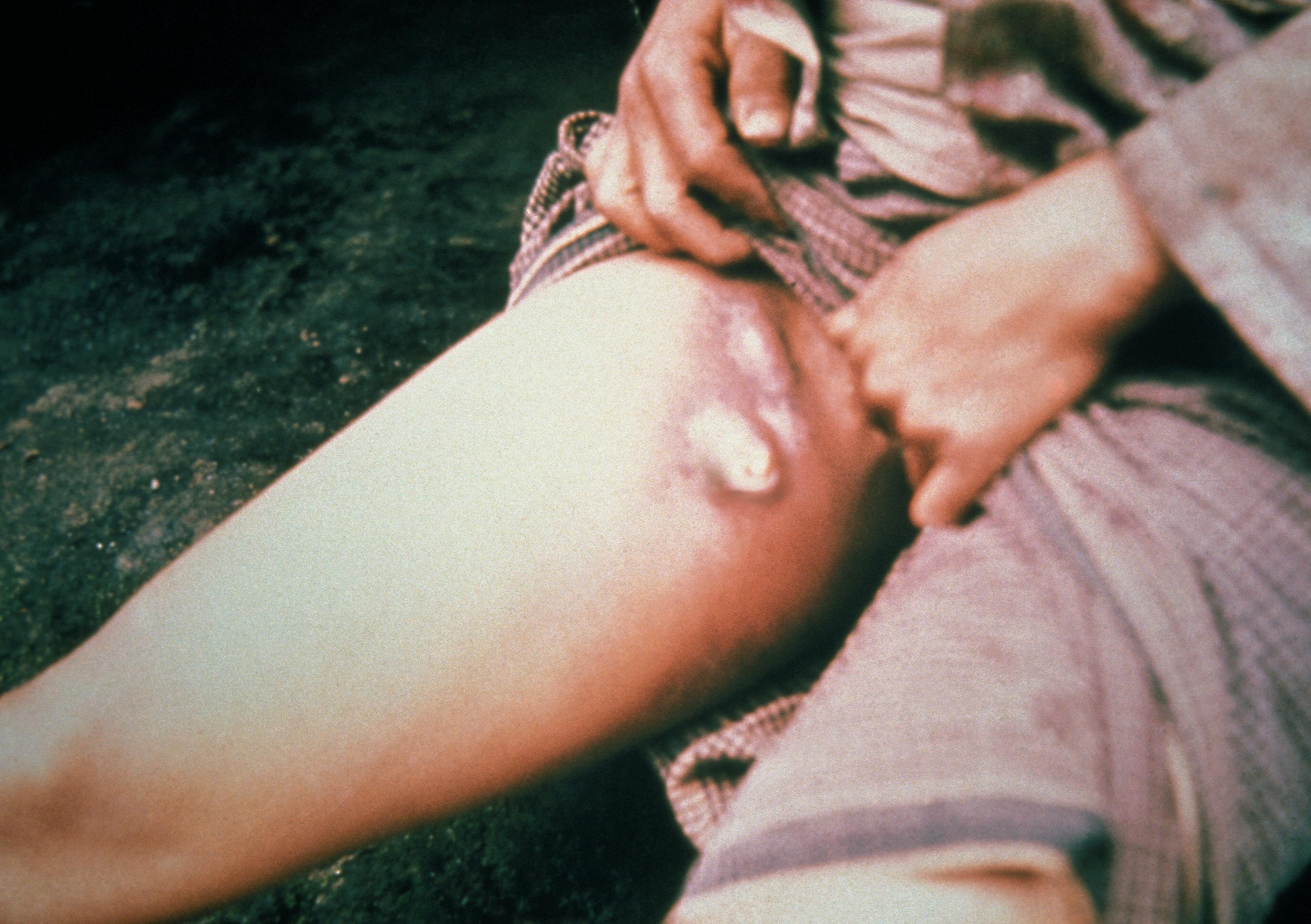
Bubons a les cames causades per la pesta bubònica.

Un bubó (del grec: boubôn, "engonal") (en plural: bubons) és la inflamació del gangli limfàtic. Es troba en infeccions com ara la pesta bubònica, la gonorrea, la tuberculosi o la sífilis. És similar en aparença a una butllofa enorme, i generalment apareix sota de l'aixella, a l'engonal o al coll.
Segons els registres històrics, els bubons eren característics de la pandèmia responsable de la Pesta negra i potser d'altres pandèmies antigues. En el moment d'aquestes pandèmies antigues, els metges creien que era necessari rebentar aquests bubons. però, a la medicina moderna aquest tractament es considera inútil o perjudicial, ja que, de fet, el lloc de la punció pot deixar al pacient en major risc d'una infecció perillosa i els líquids dels bubons poden encomanar la malaltia a altres persones.
Els bubons rarament requereixen cap tipus d'atenció local, sinó que retrocedeixen amb l'ús de la teràpia antibiòtica sistèmica.